# Путь далёкий до Типперери
Up to mighty London
Came an Irishman one day
As the streets are paved with gold
Sure, everyone was gay
Singing songs of Piccadilly,
Strand and Leicester Square
Till Paddy got excited
And he shouted to them there...
 
Припев:
It's a long way to Tipperary,
It's a long way to go.
It's a long way to Tipperary
To the sweetest girl I know!
Goodbye Piccadilly,
Farewell Leicester Square!
It's a long, long way to Tipperary,
But my heart's right there.
 
Paddy wrote a letter
To his Irish Molly-O,
Saying, "Should you not receive it
Write and let me know!"
"If I make mistakes in spelling,
Molly dear," said he,
"Remember, it's the pen that's bad,
Don't lay the blame on me!
 
Припев:
It's a long way to Tipperary...
 
Molly wrote a neat reply
To Irish Paddy-O
Saying Mike Maloney
Wants to marry me and so
Leave the Strand and Picadilly
Or you'll be to blame
For love has fairly drove me silly:
Hoping you're the same!
 
Припев:
It's a long way to Tipperary…
Путь далёкий до Типперэ́ри, или До́лог путь до Типперэ́ри (англ. It's a Long Way to Tipperary), — маршевая песня британской армии.

## История
В 1912 году артист и автор популярных песен Джек Джадж, находясь в клубе, поспорил на пять шиллингов с одним из друзей, что на следующий день он напишет новую песню. По дороге он услышал обрывок разговора двух прохожих, в котором прозвучала фраза «It’s a long way to…». Он добавил название ирландского графства Типперэри, так как это слово хорошо укладывалось в маршевый ритм. Утром в пабе «The New Market Inn» он написал текст всей песни, а его приятель Вернон Горейс, музыкальный директор театра «The Grand», слушая пение Джаджа, написал ноты. Пари было выиграно, и 31 января 1912 года песня впервые была исполнена на сцене театра.
Права на песню выкупил музыкальный издатель Берт Фельдман и популяризировал её, распространив по британским мюзик-холлам. Песня стала популярной среди батальонов ирландских стрелков британской армии. С началом Первой мировой войны британские союзники Франции высадились в Булони. Каждый полк, проходивший через город, пел свою маршевую песню. Ирландские стрелки прошли с песней «It’s a long way to Tipperary», и её мелодия и слова произвели на всех впечатление. В годы войны песня приобрела популярность среди союзников, а после опубликованной в газете «The Daily Mail» большой статьи Джона Кернока об этой песне она обрела популярность во многих странах мира.
В 1927 году при открытии монумента «Мененские ворота» вблизи города Ипр исполнялась мелодия песни «It’s a long way to Tipperary». На монументе выбиты имена 54 тысяч погибших в этих местах в ходе Первой мировой войны. В 1935 году об этой песне и её авторе был снят фильм «Королевская кавалькада». Память об авторе была увековечена мемориальной доской на стене паба «The New Market Inn», в котором он создал свою песню.

### Песня на русском языке
В 1914 году песня была записана на русском языке (предположительно, впервые) обществом «Граммофонъ Ко — Пишущий Амур», каталожный номер 222455, под названием «Далеко до моей деревни», в исполнении Н. Ф. Монахова и неуказанного оркестра. Автор русского текста не указан, текст существенно отличается от английского оригинала.
В 1944 году песня была снова записана на русском языке под названием «Типперери. Английская солдатская песня» в исполнении Елены Петкер и оркестра под упр. С. П. Горчакова, матрица Грампласттрест 12395. Русский текст предположительно С. Болотина (автор на пластинке не указан) не содержит первого куплета оригинала, вместо него добавлен куплет, из которого следует, что Падди воюет с немцами. В 1945 году песня исполнена с несколько измененным текстом (третий куплет звучит вторым, из него следует, что война закончилась победой) Краснознамённым ансамблем красноармейской песни и пляски СССР.

## Исполнение песни

### В фильмах
- Румынский боевик 1973 года (серия про комиссара Романа) называется «Трудный путь на Типперари», антигерои в нём распевают эту английскую песню.
- В фильме «Лодка» показано, что песня «It’s a long way to Tipperary» была популярна среди немецких подводников. Соответствует ли это утверждение действительности или является кинематографическим вымыслом — не установлено. В частности, там использована версия песни, исполняемая Ансамблем песни и пляски Российской армии имени А. В. Александрова.
- Эту же песню поют освобождённые английские военнопленные в конце второй серии фильма «Секретный фарватер».
- Текст первого куплета песни можно услышать в фильме «Три плюс два». Эпизод в ресторане, где Вадим «Дипломат» изображает иностранца.
- Припев этой песни звучит также во французском фильме «Великая иллюзия» (1937 г.). Её исполняют французские военные в немецком лагере для военнопленных.
- В серии «Большое приключение Киви» мультсериала «Чип и Дейл спешат на помощь» Рокфор, прощаясь с крокодилом, напевает первую строчку припева этой песни.
- Отрывок мелодии звучит в фильме «Русские идут! Русские идут!» (1966)
- Песня звучит в четвёртом сезоне сериала «Горец» (7 серия).
- Марш можно услышать в финальной серии второго сезона сериала «Острые козырьки».
- Песня дважды звучит в фильме «Шесть минут до полуночи» (2020). Первый раз ее разучивают девушки на уроке английского. Второй раз — поют в заключительном эпизоде как гимн после спасения их от вывоза в Германию.

### В книгах
- В книге «Эра милосердия» братьев Вайнеров, в эпизоде с задержанием Фокса в ресторане, оркестр играет «Долгий путь до Типперери», а не пасодобль «Рио-Рита», как в фильме «Место встречи изменить нельзя».
- В книге Романа Злотникова «Шпаги над звёздами» один из персонажей, принимая безнадёжный бой, напевает припев песни.
- Песня упоминается, как минимум, в двух романах Роджера Желязны: «Князь Света» и «Остров мёртвых».
- В новелле Акутагавы Рюноскэ «У моря» эту песню насвистывает один из персонажей.
- В книге Агаты Кристи Убийства по алфавиту строчка из этой песни цитируется в одном из писем убийцы Эркюлю Пуаро.
- В книге Василия Звягинцева «Одиссей покидает Итаку» один из главных героев насвистывает эту песню.
- В сказке Шергина Бориса Викторовича «Сказки о Шише. Тили-тили»

### В компьютерных играх
Песня входит в саундтрек компьютерных игр «Verdun», Battlefield V, «Blood», «Steel Division: Normandy 44».

### Видео
- Оригинал песни
- youtube.com // It’s a Long Way to Tipperary из фильма «Лодка» в закадровом исполнении Ансамбля песни и пляски Советской армии
- youtube.com // It’s a Long Way to Tipperary на русском языке
- youtube.com // Версия It’s a Long Way to Tipperary Железнодорожного ансамбля песни и пляски